# Илюшин, Андрей Данилович
Андре́й Дани́лович Илю́шин (25.10.1917 — 14.07.1977) — радиотелеграфист 432-го гаубичного артиллерийского полка (6-я артиллерийская дивизия, 8-я гвардейская армия, 1-й Белорусский фронт), младший сержант, участник Великой Отечественной войны, кавалер ордена Славы трёх степеней.

## Биография
Родился 25 октября 1917 года в деревне Отвершек Козельского уезда Калужской губернии, ныне не существует, территория урочища Белый Верх Ульяновского района Калужской области в семье рабочего. Русский.
Вырос без отца, который умер в год рождения сына. Детство провёл на Украине, в селе Вербка-Мурованая (ныне Ярмолинецком районе Хмельницкой области). Здесь в 1933 году окончил 5 классов неполной средней школы. Трудовую деятельность начал трактористом Ярмолинецкой МТС.
В 1938-1940 годах проходил срочную службу в Красной армии, артиллеристом в 16-й стрелковой дивизии (Ленинградский военный округ). В ноябре 1940 года, после увольнения в запас, приехал на Алтай. Работал трактористом колхоза «Коммунар» Ключевского района Алтайского края.
В июле 1941 года был призван в Красную армию Ключевским райвоенкоматом. На фронте в Великую Отечественную войну с августа 1941 года. Член ВКП(б)/КПСС с 1943 года. Весь боевой путь прошёл в связистом 432-го гаубичного артиллерийского полка РГК.
В боях 22-24 февраля 1943 года, работая телефонистом, обеспечивал непрерывную связь передового наблюдательного пункта с огневыми позициями дивизиона. Под огнём противника исправил до 20 обрывов телефонной линии. Благодаря беспрерывной работы связи огнём дивизиона за три дня боёв было уничтожено до 12 пулемётов и 15 миномётов противника, разрушено 10 дзотов и блиндажей, подавлен огонь артиллерийской батареи. В одном из боёв вынес с поля боя раненого бойца. Был представлен к награждению орденом Красной Звезды, награждён медалью «За отвагу».
В марте 1943 года в боях под городом Жиздра (Калужская область) был ранен. После выздоровления вернулся в свой полк. В дальнейших наступательных боях в августе был снова ранен, вернулся в строй.
В январе 1944 года в боях за города Калинковичи, деревень Буда, Дудичи Гомельской области (Белоруссия) ефрейтор Илюшин, находясь в боевых порядках пехоты, обеспечивал устойчивую радиосвязь дивизиона с командирами стрелковых подразделений. 8 января получил третье ранение, теперь в голову. Отказался от эвакуации в тыл и после перевязки продолжал выполнять боевую задачу до конца боя.
Приказом по частям 6-й артиллерийской дивизии РГК от 11 февраля 1944 года (№2/н) ефрейтор Илюшин Андрей Данилович награждён орденом Славы 3-й степени.
8–20 августа 1944 года в боях по расширению плацдарма на левом берегу реки Висла в районе города Магнушев (Польша) ефрейтор Илюшин со своей радиостанцией находился на передовом наблюдательном пункте дивизиона, поддерживал бесперебойную связь с позициями батарей. В результате чего было уничтожено несколько десятков гитлеровцев, рассеяно до роты пехоты и подавлен огонь 3 танков. Все контратаки врага были отбиты. Несколько раз был засыпан в своём окопе землёй от близких разрывов вражеских снарядов, но быстро восстанавливал связь.
Приказом по войскам 1-го Белорусского фронта от 21 сентября 1944 года (№ 278/н) ефрейтор Илюшин Андрей Данилович награждён орденом Славы 2-й степени.
На завершающем этапе войны в составе своего полка участвовал в Берлинской наступательно операции.
В апреле 1945 года в боях на берлинском направлении младший сержант Илюшин продвигался с радиостанцией в боевых порядках пехоты и своевременно передавал точные целеуказания. 10 апреля на подступах к городу Врицен (40 км северо-восточнее города Берлин, Германия) корректировал огонь дивизиона. В результате была отражена контратака противника, выведено из строя 3 пулемёта, до 50 вражеских солдат и подбит танк, что позволило стрелкам поддерживаемого 97-го стрелкового полка 96-й стрелковой дивизии быстрее ворваться на юго-западную окраину города. 19 апреля западнее населённого пункта Газемберг принимал участие в отражении контратак противника и огнём из автомата истребил около 20 гитлеровцев.
Указом Президиума Верховного Совета СССР от 31 мая 1945 года младший сержант Илюшин Андрей Данилович награждён орденом Славы 1-й степени. Стал полным кавалером ордена Славы.
В июне 1946 года сержант Илюшин был демобилизован. С этого времени жил и работал на Дальнем Востоке. В 1947 году окончил краевую сельхозшколу в селе Черниговка Черниговского района Приморского края. Более 10 лет работал трактористом в колхозе имени Суханова в селе Сухановка Калининского района Приморского края.
Последние годы жил в городе Дальнереченск. Работал слесарем в домостроительном комбинате. Скончался 17 июля 1977 года. Похоронен на кладбище города Дальнереченск.

## Награды
- Орден Славы 1-й (31.05.1945)[3], 2-й (21.09.1944)[4] и 3-й (11.02.1944)[5] степеней
- медали, в том числе:
  - ««За отвагу»»(03.03.1943)[6]
  - «В ознаменование 100-летия со дня рождения Владимира Ильича Ленина» (6 апреля 1970)
  - «За победу над Германией» (9 мая 1945[7])
  - «20 лет Победы в Великой Отечественной войне 1941—1945 гг.» (7 мая 1965[8])
  - «30 лет Победы в Великой Отечественной войне 1941—1945 гг.»[9]
  - «30 лет Советской Армии и Флота»[10]
  - «40 лет Вооружённых Сил СССР»[11]
  - «50 лет Вооружённых Сил СССР» (26 декабря 1967[12])
  - ««За взятие Берлина»»(9.06.1945)
- Знак «25 лет победы в Великой Отечественной войне» (1970)